# 鈴木雄大 (アイスホッケー)
鈴木 雄大（すずき ゆうた、1989年10月16日 - ）は、北海道札幌市出身の元プロアイスホッケー選手、アイスホッケー指導者。
弟もプロアイスホッケー選手の鈴木健斗。 

## 経歴
幼少期にアイスホッケーを始め、高校は北海高校に進学し、大学は中央大学に進学する。

### アイスバックス時代
大学での実績を評価され卒業後、アジアリーグアイスホッケーのH.C.栃木日光アイスバックスに所属。2014-2015年全日本選手権優勝。その後、2017年に退団。

### デミョン時代
栃木退団後の2017年、デミョン・キラーホエールズに入団。移籍初年度に得点王を獲得し、札幌市出身のアイスホッケー選手では初めての得点王になる。同時にベスト6でベストFWも受賞。
2019年チーム解体と共に退団。

### 栃木復帰
2019年6月28日にH.C.栃木日光アイスバックスに復帰。翌日には弟の健斗がアイスバックスに入団し、兄弟揃ってアイスバックスジムにて記者会会見を行った。 
2024年4月23日に契約期間満了により退団。 

### 指導者として
その後、引退し、札幌市でアイスホッケー指導者となる。

## 詳細情報

### 代表歴
- 世界選手権 U18 日本代表（2006年）
- ユーロチャレンジ 日本代表（2018年、2019年）